# Giovanni Sollima
Giovanni Sollima   (Palerm, 24 d'octubre de 1962) és un compositor i violoncel·lista italià. Va néixer en una família de músics i va estudiar violoncel amb Giovanni Perriera i composició amb el seu pare, Eliodoro Sollima, al Conservatori de Palerm, on es va graduar amb els màxims honors. Posteriorment, va estudiar amb Antonio Janigro i Milko Kelemen a la Musikhochschule Stuttgart i a la Universität Mozarteum Salzburg.
Com a compositor, les influències de Sollima són àmplies, tenint en compte el jazz i el rock and Roll, així com diverses tradicions ètniques de la zona mediterrània. La música de Sollima està influenciada pel minimalisme, amb les seves composicions sovint amb melodies modals i estructures repetitives. Com que les seves obres es caracteritzen per un enfocament més divers i eclèctic del material que els primers compositors minimalistes nord-americans, el crític nord-americà Kyle Gann ha anomenat Sollima un compositor postminimalista.
Sollima ha col·laborat amb la poeta i músic nord-americana Patti Smith, apareixent als seus discos i actuant amb ella en concert. També col·labora amb el Silk Road Project.